# Yushan Xiang
Yushan Xiang (kinesiska: 渔山乡, 渔山) är en socken i Kina. Den ligger i provinsen Zhejiang, i den östra delen av landet, omkring 22 kilometer söder om provinshuvudstaden Hangzhou. Antalet invånare är 9285. Befolkningen består av 4 639 kvinnor och 4 646 män. Barn under 15 år utgör 14,0 %, vuxna 15-64 år 71 %, och äldre över 65 år 14,0 %.
Genomsnittlig årsnederbörd är 1 869 millimeter. Den regnigaste månaden är juni, med i genomsnitt 328 mm nederbörd, och den torraste är november, med 74 mm nederbörd.